# پریشیب (باشقیرستان)
پریشیب (انگلیسی: Prishib, Republic of Bashkortostan) یک شهرک در شهرستان بلاگووارسکی باشقیرستان کشور روسیه است.